# 薄霧

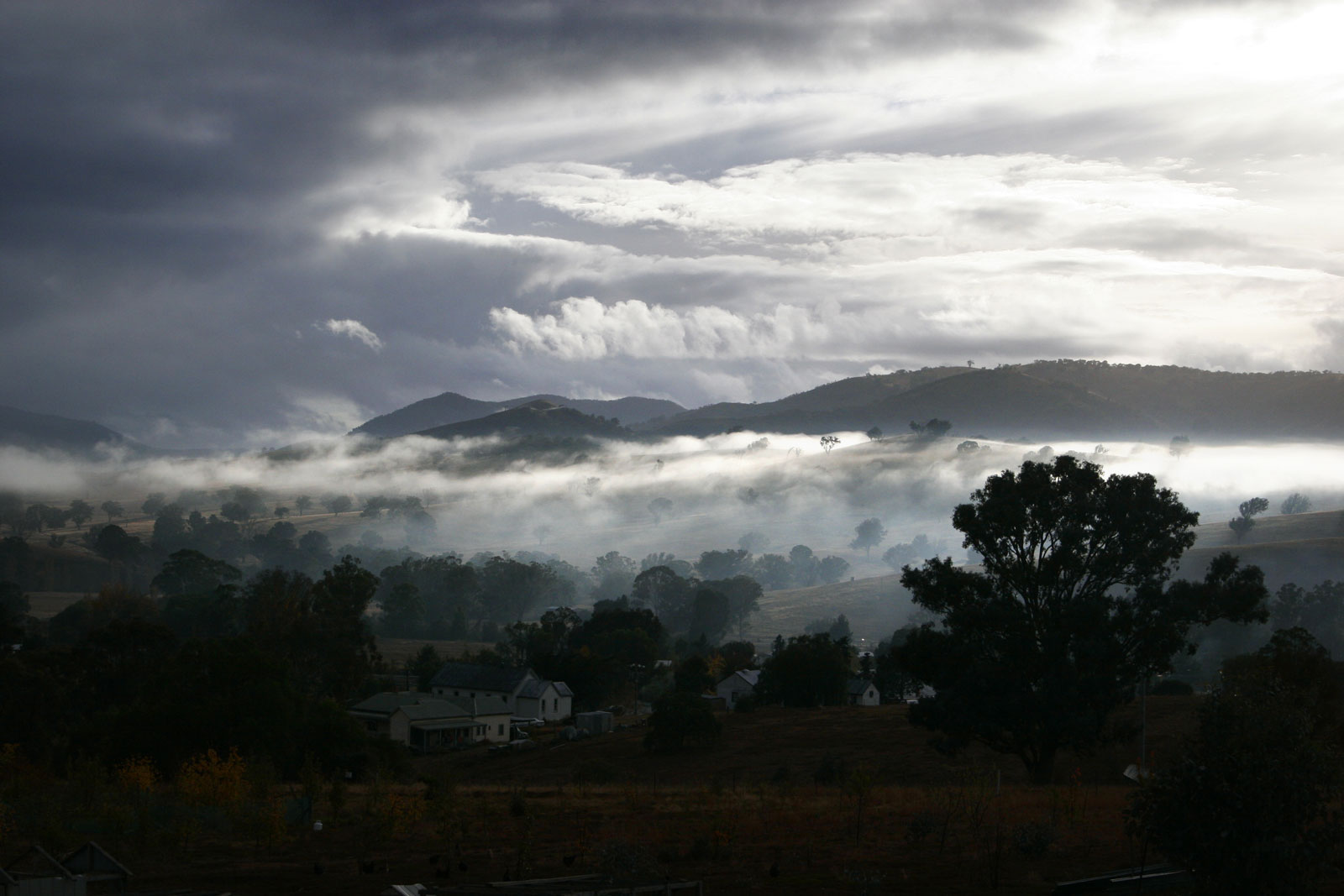
早晨時的薄霧

薄霧，亦稱輕霧或靄，是由浮在空氣裡的小水點所形成的自然現象。它會在自然界裡自然發生（起因包括火山活動），當冷空氣在較溫暖的水面上時，薄霧便會生成。常見的例子有冬天呼出空氣時所產生的霧氣，蒸汽浴所產生霧氣等。此外，它亦可以由人造噴霧生成。
霧與薄霧有著密切的關係。在很多天氣服務裡，霧與薄霧是依照其能見度的不同而作區分，能見度少於1公里的為霧，1至2公里的為薄霧。而薄霧與灰塵的區分則可由其顏色看出，當遠距離觀看時，薄霧呈現淡藍色，而灰塵則呈現啡色。
在香港，視程在1000米以下稱為霧(fog)，在1000至5000米則為薄霧(mist)；中國則分别稱為霧(1000米以下)及輕霧或靄(1000米或以上)。
部份宗教亦將薄霧視為其崇拜的靈體。

## 圖集

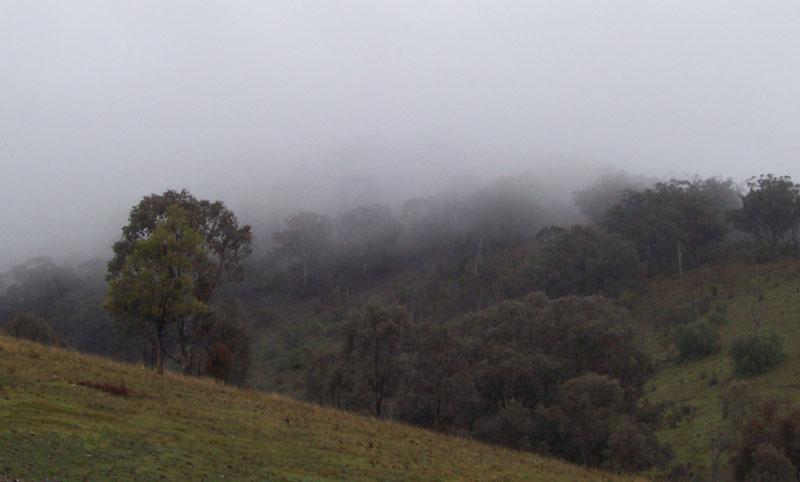
山裡的霧氣
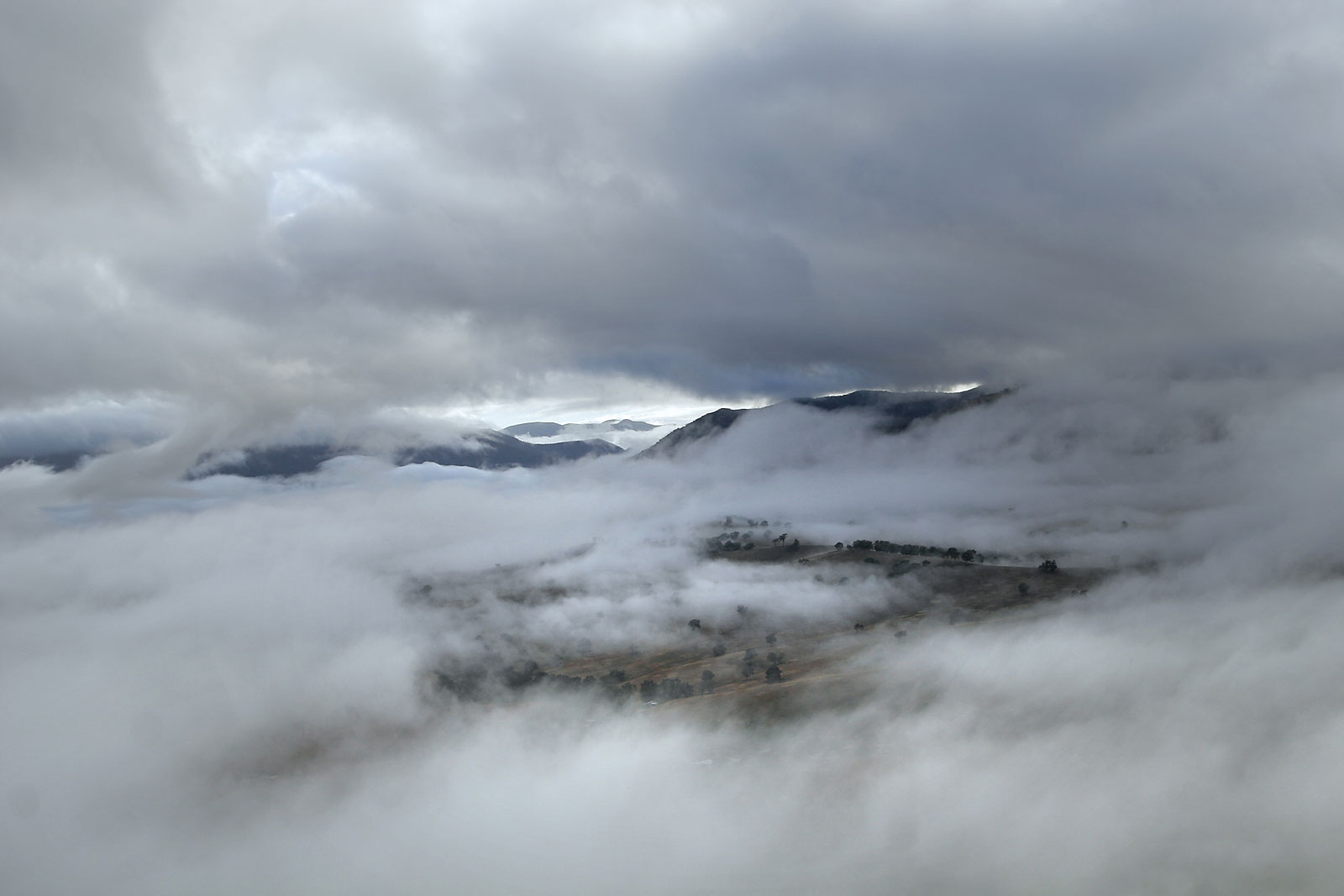
濃厚的薄霧
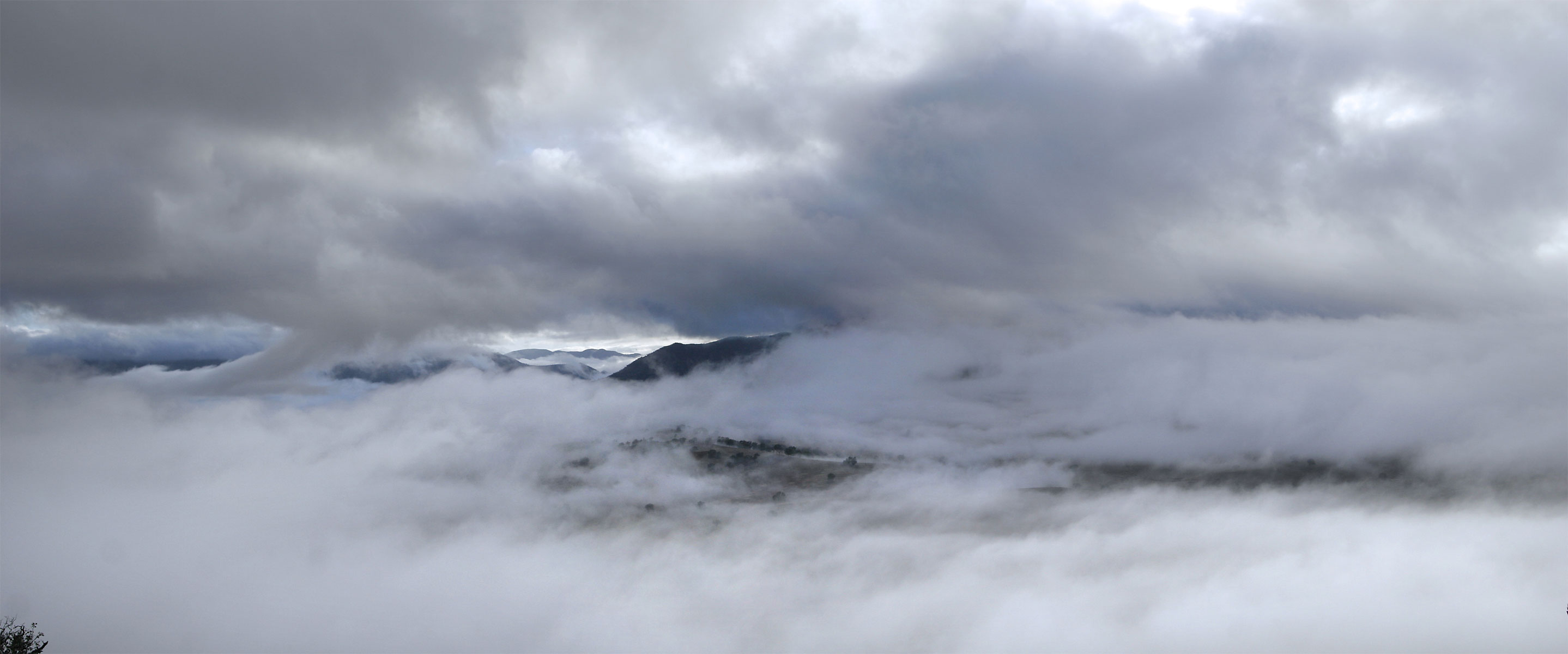
千變萬化的薄霧
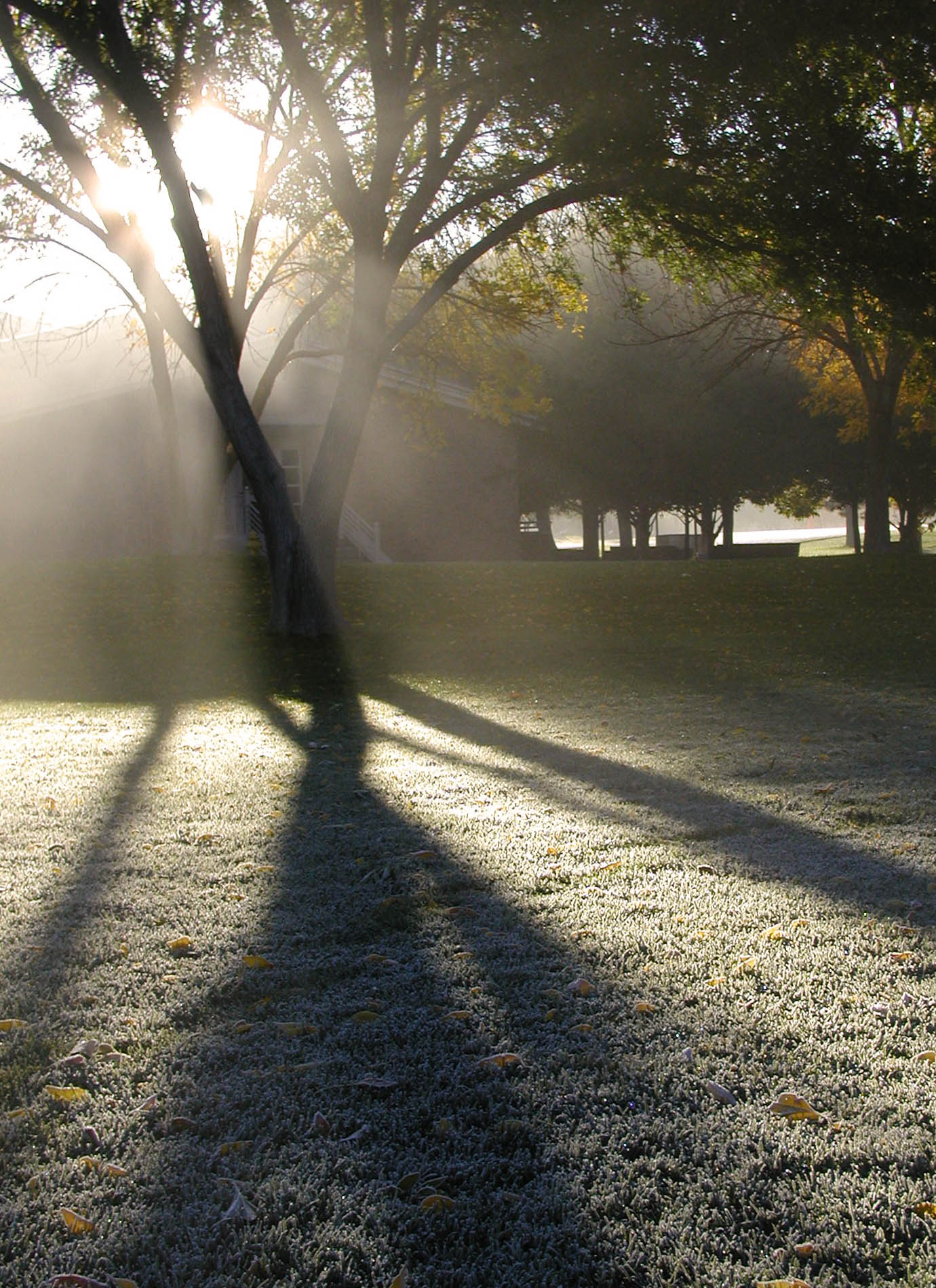
冬天早晨的霧氣
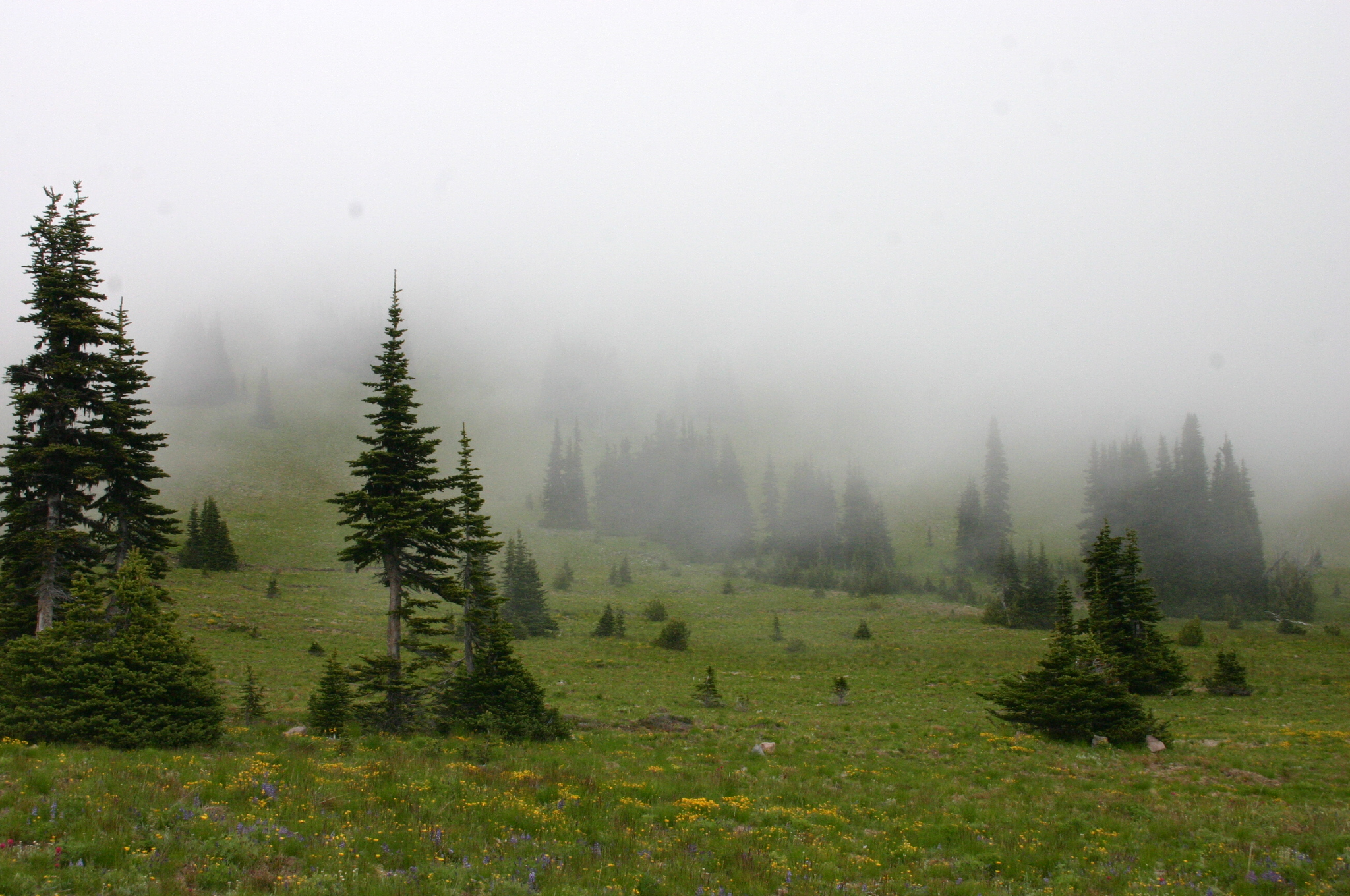
霧鎖森林及草原